# Фредеріка Софія Шварцбург-Рудольштадтська
Фредері́ка Софі́я Авгу́ста Шва́рцбург-Рудольшта́дтська (нім. Friederike Sophie Augusta zu Schwarzburg-Rudolstadt, 17 серпня 1745 — 26 січня 1778) — принцеса Шварцбург-Рудольштадтська з дому Шварцбургів, донька князя Шварцбург-Рудольштадту Йоганна Фрідріха й принцеси Саксен-Веймарської та Саксен-Айзенаської Бернардіни Крістіани Софії, дружина спадкоємного принца Шварцбург-Рудольштадту Фрідріха Карла.

## Біографія
Народилась 17 серпня 1745 року у Рудольштадті. Стала первістком в родині князя Шварцбург-Рудольштадту Йоганна Фрідріха та його дружини Бернардіни Крістіани Софії Саксен-Веймар-Айзенаської, з'явившись на світ за дев'ять місяців після їхнього весілля. Мала трьох молодших сестер. Мешкало сімейство у палаці Гайдексбург.
Втратила матір, яку змальовували як надзвичайно доброзичливу жінку, у віці 11 років. Батько більше не одружувався. Не маючи спадкоємця, він влаштував шлюб старшої доньки зі своїм кузеном Фрідріхом Карлом, який згодом мав успадкувати князівство.
У 18-річному віці принцеса взяла шлюб із 27-річним Фрідріхом Карлом. Весілля пройшло 21 жовтня 1763 у Шварцбурзі. У подружжя народилося шестеро дітей.
У липні 1767 року батько Фредеріки помер, і його дядько Людвіг Ґюнтер II успадкував трон. Фрідріх Карл став спадкоємним принцом. До його вцарювання Фредеріка Софія не дожила. 
Її не стало 26 січня 1778 року. Поховали принцесу у замковій кірсі Шварцбургу. У 1940 році прах її та інших членів родини був перепохований у міській церкві Святого Андреаса в Рудольштадті.
У листопаді 1780 року її удівець узяв другий шлюб із Августою Луїзою Саксен-Гота-Альтенбурзькою. Він став князем Шварцбург-Рудольштадта наприкінці серпня 1790 року. Втім, його правління було нетривалим.

## Родина

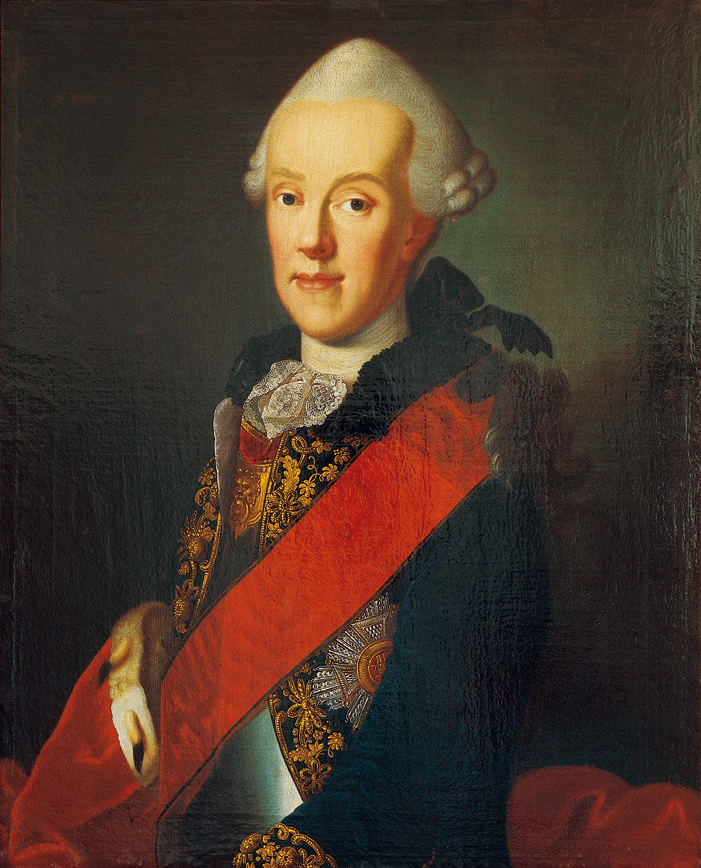
Портрет Фрідріха Карла пензля невідомого майстра

Чоловік —  Фрідріх Карл
Діти:
- Фредеріка (1765—1767) — прожила півтора роки;
- Людвіг Фрідріх (1767—1807) — князь Шварцбург-Рудольштадта у 1793—1807 роках, був одружений з Кароліною Гессен-Гомбурзькою, мав семеро дітей;
- Генрієтта (1770—1783) — прожила 13 років;
- Карл Ґюнтер (1771—1825) — був одружений з Луїзою Ульрікою Гессен-Гомбурзькою, мав шестеро дітей;
- Кароліна (1774—1854) — дружина князя Шварцбург-Зондерсгаузену Ґюнтера Фрідріха Карла I, мала сина та доньку;
- Луїза (1775—1808) — дружина ландграфа Гессен-Філіпсталя Ернста Костянтина, мала п'ятеро дітей.